# 켄 샌더스 (야구인)
케네스 조지 샌더스(영어: Kenneth George Sanders, 1941년 7월 8일~)는 미국의 프로 야구 선수이다. 1964년부터 1976년까지 메이저 리그 베이스볼(MLB)의 캔자스시티/오클랜드 애슬레틱스, 보스턴 레드삭스, 밀워키 브루어스, 미네소타 트윈스, 클리블랜드 인디언스, 캘리포니아 에인절스, 뉴욕 메츠, 캔자스시티 로열스에서 구원 투수로 뛰었다.

## 어린 시절과 선수 경력 초반
샌더스는 미주리주 세인트루이스에 있는 세인트루이스 대학교 고등학교를 다니며 축구, 미식축구, 야구에 재능을 보였다. 1960년, 세인트루이스 대학교를 다닌 지 한 달밖에 되지 않은 시점에 아마추어 자유계약선수 신분으로 캔자스시티 애슬레틱스와 계약을 맺었다.
프로 첫 시즌을 클래스 D 플로리다 스테이트 리그의 샌퍼드 그레이하운즈에서 선발투수로 소화하며 19승 10패, 3.22의 평균자책점을 기록했다. 이후 선발과 구원을 번갈아가며 뛰다가 1964년 버밍햄 배런스에서 전업 구원 투수로 자리잡았다. 그해 시즌 후반인 8월 6일 뉴욕 양키스와의 경기에서 메이저 리그 데뷔전을 가졌는데, 1+2⁄3이닝 동안 무실점을 기록했다. 1964년 메이저 리그에서의 시즌 성적은 무승 2패, 평균자책점 3.67, 1세이브를 기록했다.
1965년은 트리플 A에서만 뛰었고 이후 1965년 룰 5 드래프트를 통해 보스턴 레드삭스로 이적했으며, 1966년에 보스턴에서 3승 6패, 2세이브, 3.80의 평균자책점을 기록했다. 같은 해 시즌 중 보스턴의 샌더스, 짐 고스거, 귀도 그릴리와 캔자스시티의 롤리 셸던, 호세 타르타불 존 와이어트를 맞교환하는 트레이드가 이루어지면서, 샌더스는 친정팀으로 복귀하게 되었다. 그해 8월 27일에 메이저 리그에서 처음이자 마지막으로 선발 등판을 했는데, 캘리포니아 에인절스를 상대로 4이닝 동안 1실점한 후 교체되었다.
1968년 시즌에 한 달 간 오클랜드 애슬레틱스 소속으로 빅리그에서 머물렀던 것을 제외하고, 1967년부터 3년간 마이너 리그에 머물렀다. 1970년 스프링 트레이닝을 앞두고 오클랜드의 샌더스, 마이크 허시버거, 루 크라우스 주니어, 필 루프가 밀워키 브루어스의 돈 민처, 론 클라크와 맞교환되는 트레이드가 이루어졌다.

## 밀워키 브루어스
시애틀에서 시애틀 파일럿츠라는 이름으로 한 시즌을 보낸 뒤, 연고지를 밀워키로 이전하고 치른 첫 시즌에서 밀워키 브루어스는 97패를 당했다. 하지만 팀에 있어 긍정적인 점 중 하나는 샌더스가 팀의 확실한 마무리 투수로 자리잡은 것이었다. 샌더스는 1970년에 13세이브를 거두며 구단 시즌 최다 세이브를 거두는 동시에 5승 2패, 1.75의 평균자책점을 기록했다. 이듬해에는 그해 시즌 최다인 83회 등판(샌더스의 경쟁자인 신시내티 레즈 마무리 투수 웨인 그레인저는 70회)해 77번 경기를 마무리하면서 메이저 리그 기록을 세우는 등 더욱 뛰어난 활약을 펼쳤다. 또한 31세이브로 이 부문 메이저 리그 1위에 올랐고 시즌 7승을 포함, 소속팀 밀워키의 69승 중 38경기에 관여했다.
1972년에도 팀의 마무리 투수로 나서 시즌 개막과 함께 18+2⁄3이닝에서 4세이브를 거두며 무실점 행진을 벌인 후 시즌 첫 자책점을 기록했다. 하지만 이후 다소 부진하며 올스타 브레이크까지 1승 7패, 13세이브, 3.45의 평균자책점을 기록했다. 이후 델 크랜달 밀워키 감독의 신임을 잃으면서 남은 시즌 동안 4개의 세이브밖에 추가하지 못했다. 시즌이 마무리된 후에는 32일의 짧은 기간 동안 두 번의 트레이드에 포함되었다. 첫 번째로 10월 31일, 밀워키의 샌더스, 짐 론보그, 켄 브렛, 얼 스티븐슨과 필라델피아 필리스의 돈 머니, 존 부코비치, 빌 챔피언이 맞교환되는 트레이드가 이루어졌다. 두 번째로, 12월 1일에는 필라델피아의 샌더스, 켄 레이놀즈, 조 리스와 미네소타 트윈스의 세사르 토바르가 맞교환되는 트레이드가 이어졌다.

## 저니맨
1973년 시즌, 미네소타 트윈스 소속의 샌더스는 5월까지 평균자책점은 5.60으로 높은 편이었지만 8세이브를 거뒀다. 하지만 이후 레이 코빈에게 마무리 투수 자리를 넘겨주고 웨이버 공시되었고, 클리블랜드 인디언스가 그를 영입했다. 샌더스는 그해 클리블랜드에서 5승 1패, 1.65의 평균자책점을 기록했다. 하지만 1974년 시즌에서는 보스턴 레드삭스전과 볼티모어 오리올스전에서의 부진의 여파로 6월 17일에 팀에서 방출되었다.
이후 캘리포니아 에인절스와 마이너 리그 계약을 맺었으며, 트리플 A에서 19경기를 뛴 후 빅리그의 부름을 받았다. 에인절스에서 9경기에 출전해 1개의 세이브를 따냈다. 1975년 시즌을 앞두고는 포수 아이크 햄프턴의 맞상대로 뉴욕 메츠로 트레이드되었다.
1975년 시즌을 내셔널 리그 동부 3위로 마친 메츠의 문제점은 투수진에 있지 않았다. 샌더스와 밥 아포다카, 과거 브루어스 시절에도 함께 했던 스킵 록우드 등은 동부 지구에서 가장 강력한 불펜진 중 하나였다. 샌더스는 그해 1승 1패, 평균자책점 2.30, 5세이브의 시즌 성적을 기록했다. 1976년 시즌 막판인 9월 17일에 캔자스시티 로열스가 샌더스를 영입했으나 몇 달 되지 않아 그를 방출했고, 샌더스는 1977년 시즌을 앞두고 밀워키 브루어스와 계약을 맺었다. 그해 브루어스 산하 마이너 리그 팀에서 시즌을 보낸 후 은퇴했고, 이후 부동산 업계에서 일했다.